# Shingo Nanami
Shingo Nanami (七海 慎吾 Nanami Shingo?) es un mangaka japonés. Su debut fue un volumen de manga titulado Tennen Yuuryouji. Muchos de sus trabajos fueron serializados enEnix , con sus volúmenes publicados por Square Enix. Sus series, Kamui ha sido traducida y publicada en inglés por Broccoli Books empezando en 2005. ella ha trabajado frecuentemente en la serie  Sengoku Strays, que aparece en la edición inaugural de la revista de Square Enix, Gangan Joker.
De acuerdo con su editor en inglés, Nanami es ambidiestro, pero dibuja su manga solamente con su mano izquierda.